# The Expendables 2
The Expendables 2 is een  Amerikaanse actiefilm uit 2012 en een vervolg op The Expendables uit 2010. Net als zijn voorganger is de film een eerbetoon aan het actiegenre en werd het aangevuld met nieuwe acteurs. Componist Brian Tyler keerde terug als maker van de muziek voor de film. De film volgt wederom de groep huurlingen The Expendables, op een schijnbaar simpele missie die uitloopt op een drama. Een van hun nieuwe leden wordt omgebracht door rivaliserend huurling Jean Villain. Hierop zinnen The Expendables op wraak en bestrijden ze Villain die met plutonium de wereld in gevaar brengt.
De opnames werden geschoten in ruim 14 weken, met een budget van 100 miljoen dollar. Filmlocaties waren onder andere Bulgarije, Hongkong en New Orleans. De dood van een stuntman en mogelijke milieuschade zorgden voor controversie omtrent de film.
De film kwam uit in Europa op 16 augustus 2012 en in Noord-Amerika de daaropvolgende dag. The Expendables 2 bracht wereldwijd meer dan 312 miljoen dollar op. Het vervolg The Expendables 3 kwam in augustus 2014 in de bioscoopzalen.

## Verhaal
The Expendables worden op missie gestuurd naar Nepal om een gegijzelde man genaamd Dr. Zhou te bevrijden. Bij deze onderneming treffen zij ook Trench (Arnold Schwarzenegger, een oude rivaal van Barney Ross (Sylvester Stallone). Yang verlaat de groep om Dr. Zhou terug te begeleiden naar China.
Na de terugkeer in New Orleans worden The Expendables door Mr. Church (Bruce Willis) op een nieuwe missie gestuurd om een object op te halen van een neergestort vliegtuig in Albanië. Zij krijgen assistentie van een nieuw teamlid Maggie en Billy the Kid (Liam Hemsworth). Daar worden zij in een hinderlaag gelokt door de wapenhandelaar Jean Villain (Jean-Claude Van Damme) en zijn rechterhand Hector (Scott Adkins). Zij vangen de nieuwe huurling van het team Billy the Kid, en willen hem in ruil voor het object in leven laten. Na de ruil vermoordt Jean Billy alsnog doordat hij een mes in zijn hart schopt. The Expendables zinnen nu op wraak op Jean Villain.
Maggie vertelt dat het item een computer is die de locatie van vijf ton plutonium bevat, achtergelaten in een verlaten mijn door de Sovjet-Unie, na de Koude Oorlog.
Villain wil het plutonium verkopen op de internationale wapenmarkt, wat de wereldvrede kan bedreigen. De groep pikt het signaal van de computer op en volgt het spoor van Villain en zijn volgelingen naar Bulgarije, waar zij de nacht doorhalen op een verlaten Russische militaire basis. De volgende ochtend wordt het team aangevallen door een groep militanten en een tank die vervolgens compleet onverwachts worden uitgeschakeld door Booker (Chuck Norris), een oude kameraad van Barney Ross. Hij vertelt The Expendables dat een nabijgelegen dorp zich verzet tegen de tirannie van Jean Villain.
In het dorp stuit de groep op een groep vrouwen die met wapens hun kinderen beschermen tegen Villain's praktijken. De lokale bevolking wordt door Villain gebruikt als slaaf in de mijnen en de vrouwen vragen The Expendables voor hulp hierbij. Villain's militanten arriveren, maar worden uitgeschakeld door The Expendables. Ze lokaliseren Villain bij de mijn en vallen het gebied aan met hun vliegtuig voordat ze direct de mijn instorten met het vliegtuig en dat overleven. Vanaf een afstand brengt Villain explosieven in de mijn tot ontploffing wat een ineenstorting tot gevolg heeft. The Expendables komen met de gevangengenomen bevolking vast te zitten, maar worden wederom uit onverwachte hoek bevrijd door Trench, gevolgd door Mr. Church en zijn gevolg. The Expendables, met steun van Trench en Mr. Church sporen Villain op die op weg is naar een vliegveld, om vandaaruit per vliegtuig te ontsnappen. In een gevecht met de militanten op het vliegtuig, wordt de groep wederom bijgestaan door Booker. Hier komt het ook tot een gevecht tussen Lee Christmas (Jason Statham) en Hector, terwijl Barney Ross Jean Villain bevecht. Ross verslaat Villain en doodt hem.

## Rolverdeling
- Jason Statham als Lee Christmas: De messenexpert van het team.
- Sylvester Stallone als Barney Ross: De leider van het team.
- Jet Li als Yin Yang: The Expendables' martial-arts expert.
- Dolph Lundgren als Gunner Jensen: Intelligent lid van het team, wat bijna niet meer te merken is door vele jaren van strijd, stress, alcoholmisbruik en psychologische problemen.
- Chuck Norris als Booker: Gepensioneerde militair, op een missie om zijn oude teamgenoten te redden; de naam is een hommage aan de actiefilm: Good Guys Wear Black uit 1978, waarin Norris John T. Booker speelt, een oude kameraad van Ross die de groep onverwachts te hulp schiet.
- Jean-Claude Van Damme als Jean Vilain: Jean Villain, de internationale wapenhandelaar/huurling die The Expendables tegen zich krijgt in de film.
- Bruce Willis als Mr. Church: Mr. Church de alias voor de CIA agent die The Expendables inhuurt voor missies waar de CIA zelf niet bij betrokken wil raken.
- Arnold Schwarzenegger als Trench Mauser: Trench Mauser is een oude vriend en rivaliserend huurling van Ross. Ze behoorden ooit tot hetzelfde team, maar zijn beide een andere kant op gegaan met een eigen team.
- Randy Couture als Toll Road: De explosievenexpert van de groep.
- Terry Crews als Hale Caesar: The Expendables' wapen specialist
- Liam Hemsworth als Billy the Kid: Ex-militair die diende in Afghanistan als sniper. Hij is het nieuwe lid van The Expendables.
- Scott Adkins als Hector: Vilain's rechterhand die hem tot de dood bijstaat.
- Yu Nan als Maggie Chan: Chan is een CIA-agent die The Expendables bijstaat in hun missie het plutonium uit het neergestorte vliegtuig te halen.

## Muziek
Brian Tyler schreef wederom de muziek voor deze film, nadat hij ook gewerkt had aan de muziek van de vorige film.
Tracklist
1. The Expendables Return - 4:40
2. Fists Knives and Chains - 3:05
3. Track 'Em Find 'Em Kill 'Em - 4:54
4. Making an Entrance - 4:08
5. Respect - 3:58
6. Rest in Pieces - 2:55
7. Preparations - 3:15
8. Party Crashers - 5:19
9. Rescue - 4:43
10. Countdown - 4:25
11. Bad Way to Live - 3:41
12. Villain - 2:42
13. Dueling Blades - 4:32
14. Escape - 4:28

Naast de scoremuziek kwamen de volgende nummers in de film voor:
1. Rare Earth - I Just Want to Celebrate
2. Frank Stallone - Don't Want to Fight Me
3. Dion - The Wanderer
4. Linkin Park - Burning in the Skies
5. Coolio met Snoop Dogg - Gangsta Walk
6. Mack Rice - Mustang Sally
7. Tommy James and the Shondells - Crystal Blue Persuasion Roulette
8. Ustata - Tochno Sega
9. The Rascals - A Beautiful Morning
10. Little Richard - Rip It Up
11. Ennio Morricone - The Good, the Bad and the Ugly
12. The Rascals - Groovin'

## Trivia
- Bij een ongeval op 28 oktober 2011 overleed een stuntman en raakte een tweede zwaargewond bij de opname van een ontploffingsscene bij Ognyanovo.
- Het succes van deze tweede film in de serie zorgde voor een tweede vervolg, The Expendables 3.
- Bij een vuurgevecht op een vliegveld doet Mr. Church (Bruce Willis) de uitspraak "I'll be back", bekend uit de film The Terminator, waarin Schwarzenegger de hoofdrol speelt. Trench, gespeeld door Schwarzenegger, reageert hierop met de uitspraak "Yippiekayee". Deze uitspraak is een verwijzing naar Willis' Die Hard-films. Eerder in de film zegt Schwarzenegger "I'm Back!". Ook komt Trench met de uitspraak "Who's next, Rambo?", verwijzend naar de Rambo-films, waarin Sylvester Stallone de hoofdrol speelt.